# Максимальний ризик
Максимальний ризик (англ. Maximum Risk) — американський бойовик 1996 року режисера Рінго Лема.

## Сюжет
В одній з бандитських перестрілок гине Михайло, дуже схожий на французького поліціянта Алена Моро. Від своєї матері Ален дізнається, що це його брат близнюк, якого вона залишила в пологовому будинку. Ален вирішує вирушити до Нью-Йорка, де жив Михайло, щоб більше про нього дізнатися. Але, почавши власне розслідування обставин загибелі брата, на нього самого починається полювання.

## У ролях
| Актор                | Роль                        |
| -------------------- | --------------------------- |
| Жан-Клод Ван Дамм    | Ален Моро / Михайло Суверов |
| Наташа Генстридж     | Алекс                       |
| Жан-Юг Англад        | Себастьян                   |
| Зек Греньє           | Іван Дзасохов               |
| Пол Бен-Віктор       | агент Пеллман               |
| Френк Сенгер         | агент Луміс                 |
| Стефанос Мільцакакіс | Ред Фейс                    |
| Франк Ван Кекен      | Девіс Гартлі                |
| Девід Гемблен        | Дмитро Кіров                |
| Стефан Одран         | Шанталь Моро                |